# Eschweilera rimbachii
Espèce
Statut de conservation UICN

 VU B1+2c : Vulnérable
Eschweilera rimbachii est une espèce de plantes à fleurs de la famille des Lecythidaceae.

## Publication originale
- Tropical Woods 42: 31. 1935.